# Gra wstępna (film)
Gra wstępna (jap. オーディション Ōdishon) – japoński horror psychologiczny z 1999 roku. Nakręcony został przez Takashi Miikego. W rolach głównych występują Ryō Ishibashi i Eihi Shiina. Gra wstępna została nakręcona na podstawie powieści Ryū Murakamiego, scenariusz napisany został przez Dansuke Tengana. Zdjęcia kręcono w Tokio.
Film pokazany został w 1999 roku na Vancouver International Film Festival, w japońskich kinach zaczął być wyświetlany 3 marca 2000 roku. Po latach uzyskał status filmu kultowego.

## Fabuła
Shigeharu Aoyama (jap. 青山重治 Aoyama Shigeharu) (Ryō Ishibashi), wdowiec w średnim wieku, jest zachęcany przez swojego 17-nastoletniego syna, Shigehiko Aoyamę (jap. 青山重彦 Aoyama Shigehiko) (Tetsu Sawaki) do wyjścia z żałoby i nawiązywania relacji z kobietami. Yasuhisa Yoshikawa (jap. 吉川泰久 Yoshikawa Yasuhisa) (Jun Kunimura), producent filmowy i przyjaciel głównego bohatera, wpada na pomysł realizacji fałszywego castingu, na którym młode kobiety będą ubiegać się o „rolę” żony dla Aoyamy. Mężczyzna przystaje na tę propozycję i podczas przesłuchania jest oczarowany jedną z kobiet, Asami Yamazaki (jap. 山崎麻美 Yamazaki Asami) (Eihi Shiina).
Yoshikawa ma złe przeczucie co do Asami, po tym jak zdaje sobie sprawę, iż wszystkie podane w jej CV kontakty są nieosiągalne. Producent muzyczny dla którego młoda kobieta rzekomo pracuje zaginął. Jednakże  Aoyama jest zachwycony Asami i nie zaprzestaje prób jej zdobycia. Asami żyje w pustym mieszkaniu, w którym znajduje się jedynie worek i telefon. Przez 4 dni po przesłuchaniu Asami bez ruchu siedzi obok telefonu, czekając aż ten zadzwoni. Gdy Aoyama ostatecznie kontaktuje się z Asami, ta odbiera, udając, iż w ogóle nie spodziewała się telefonu. Po kilku randkach Asami zgadza się na wspólne spędzenie nocy w nadmorskim hotelu. Kobieta wyznaje, iż znęcano się nad nią w dzieciństwie i pokazuje blizny po oparzeniach pokrywające jej ciało. Głęboko poruszony Aoyama przyrzeka swą miłość, po czym bohaterowie uprawiają seks.  Następnego ranka Asami znika.
Aoyama próbuje skontaktować się z nią, używając informacji znajdujących się w jej CV, jednakże tak jak Yoshikawa ostrzegał, wszystkie kontakty są nieaktualne. W studiu tanecznym, w którym Asami rzekomo trenowała, Aoyama znajduje mężczyznę z protetycznymi stopami. Bar w którym rzekomo pracowała jest od roku opuszczony, po tym jak właściciel został zamordowany i poćwiartowany. Zaczepiony przechodzeń zdradza Aoyamie, iż policja znalazła na miejscu zbrodni 3 dodatkowe palce, ucho i język, które nie należały do ofiary. W międzyczasie Asami odwiedza dom Aoyamy i znajduje zdjęcie jego zmarłej żony. Rozwścieczona, zatruwa jego alkohol. Aoyama powraca do domu, wypija drinka i zaczyna odczuwać efekty narkotyku.  Pokazana zostaje retrospekcja zdradzająca, iż w worku w mieszkaniu Asami uwięziony jest mężczyzna z usuniętymi stopami, językiem, uchem i trzema palcami u jednej z dłoni. Mężczyzna wyczołguje się z worka i błaga o jedzenie. Asami wymiotuje do psiej miski i stawia ją na podłodze. Wygłodniały mężczyzna natychmiast zabiera się za jedzenie.
Aoyama upada na podłogę osłabiony przez efekt narkotyku. Asami wstrzykuje mu środek paraliżujący, pod wpływem którego nie traci on czucia w nerwach, po czym torturuje go za pomocą igieł. Asami mówi mu, że tak jak wszyscy inni w jej życiu, on także zawiódł w kochaniu tylko i wyłącznie jej. Asami nie może znieść uczuć Aoyamy do kogokolwiek innego, nawet jego własnego syna. Kobieta śmieje się i odcina lewą stopę sparaliżowanego mężczyzny za pomocą drucianej piły. Shigehiko powraca do domu, akurat gdy Asami zaczyna odcinać drugą stopę Aoyamy; dochodzi do szarpaniny. Aoyama ma sen, w którym budzi się po nocy spędzonej z Asami, a wszystko, co mu się przydarzyło, było jedynie koszmarem. Mężczyzna budzi się, by zobaczyć swego syna walczącego z Asami. Shigehiko zrzuca kochankę ojca ze schodów, kobieta łamie sobie kark. Aoyama  każe synowi zadzwonić na policję, po czym wpatruje się w umierającą Asami, niezrozumiale mamroczącą o podekscytowaniu z powodu ponownego zobaczenia się z kochankiem.

## Obsada
- Ryō Ishibashi - Shigeharu Aoyama (jap. 青山重治 Aoyama Shigeharu)
- Eihi Shiina - Asami Yamazaki (jap. 山崎麻美 Yamazaki Asami)
- Jun Kunimura - Yasuhisa Yoshikawa (jap. 吉川泰久 Yoshikawa Yasuhisa)
- Miyuki Matsuda - Ryoko Aoyama (jap. 青山良子 Aoyama Ryoko)
- Toshie Negishi - Rie (jap. リエ)
- Tetsu Sawaki - Shigehiko Aoyama (jap. 青山重彦 Aoyama Shigehiko)
- Shigeru Saiki - Toastmaster (jap. 酒場のマスター Sakaba no masutā)
- Ken Mitsuishi - Reżyser (jap. ディレクター Direkutā)
- Ren Ohsugi - Shimada (jap. 芝田)
- Renji Ishibashi - Starzec na wózku (jap. 車椅子の老人 Kurumaisu no rōjin)